# Ufficiale elettrotecnico

Grado su tubolare per
1º ufficiale elettrotecnico
della Marina mercantile italiana

Grado su tubolare per
2º ufficiale elettrotecnico
della Marina mercantile

Grado su tubolare per
3º ufficiale elettrotecnico
della Marina mercantile italiana

Grado su tubolare per
allievo ufficiale elettrotecnico
della Marina mercantile italiana

Quella di ufficiale elettrotecnico (indicato con l'abbreviazione ETO, in lingua inglese: electro-technical officer) è una qualifica professionale prevista e certificata della normativa internazionale di cui alla convenzione IMO STCW, sez. A - regola III/6 in vigore, e una posizione della sezione di macchina prevista dalla gerarchia di bordo delle navi mercantili con apparato motore di propulsione principale con potenza pari o superiore a 750 kW.

## Requisiti
L'ufficiale elettrotecnico in servizio su navi adibite alla navigazione marittima, aventi un apparato motore di propulsione principale di potenza pari o superiore a 750 kW, possiede un certificato di competenza e assume la responsabilità, a livello operativo, delle operazioni dei sistemi elettrici ed elettronici di bordo.
Per conseguire tale certificato di competenza di ufficiale elettrotecnico i requisiti minimi sono:
- essere in possesso di un diploma di scuola secondaria quinquennale ad indirizzo elettrico ed elettronico e/o meccanica, meccatronica ed energia, ovvero di un diploma di scuola secondaria di II ciclo dell’istituto tecnico indirizzo trasporti e logistica opzioni conduzione apparati e impianti marittimi, che fornisce le conoscenze di cui alla sezione A-III/6 del codice STCW, riconosciuto dal Ministero delle infrastrutture e dei trasporti;
- avere effettuato dodici mesi di navigazione, di cui sei mesi in servizio di macchina come allievo ufficiale elettrotecnico, in attività di addestramento sui compiti e sulle mansioni dell'ufficiale elettrotecnico di cui alla sezione A-III/6 del codice STCW. Tale addestramento è annotato sul libretto di addestramento ricevuto dalla compagnia di navigazione al momento dell'imbarco da allievo e può essere sostituito da trentasei mesi di navigazione, di cui almeno trenta mesi svolti in servizio di macchina su navi con apparato motore principale pari o superiore a 750 kW soggette alle disposizioni della Convenzione STCW;
- aver frequentato, con esito favorevole, i corsi antincendio avanzato, engine resource management - leadership and teamwork, high voltage technology, presso istituti, enti o società riconosciuti idonei dal Ministero delle infrastrutture e dei trasporti, ed essere in possesso del certificato di primo soccorso sanitario (first aid)[1][2] rilasciato e/o riconosciuto dal Ministero della salute;

- essere in possesso dell’attestato di addestramento di marittimo abilitato ai mezzi di salvataggio (MAMS) istituito dal Ministero delle infrastrutture e dei trasporti;
- aver sostenuto, con esito favorevole, un esame teorico pratico, dopo il completamento del periodo di navigazione previsto dal secondo punto, sul possesso delle competenze e capacità di eseguire i compiti e le mansioni dell'ufficiale elettrotecnico di cui alla sezione A-III/6 del codice STCW, a livello operativo.

## Organizzazione gerarchica
L'organizzazione della nave prevede una gerarchia la quale comprende (in ordine dal più alto al più basso):
- Senior / Staff ufficiale elettrotecnico
- primo ufficiale elettrotecnico
- secondo ufficiale elettrotecnico
- terzo ufficiale elettrotecnico
- allievo ufficiale elettrotecnico.

### Fonti normative internazionali
- Legge 21 novembre 1985, n. 739, in materia di "Adesione alla convenzione del 1978 sulle norme relative alla formazione della gente di mare, al rilascio dei brevetti ed alla guardia."
- Decreto del presidente della Repubblica 8 novembre 1991, n. 435, in materia di "Approvazione del regolamento per la sicurezza della navigazione e della vita umana in mare."
- Decreto legislativo 7 luglio 2011, n. 136, in materia di "Attuazione della direttiva 2008/106/CE concernente i requisiti minimi di formazione per la gente di mare."
- Decreto legislativo 12 maggio 2015, n. 71, in materia di "Attuazione della direttiva 2012/35/UE, che modifica la direttiva 2008/106/CE, concernente i requisiti minimi di formazione della gente di mare."

### Testi
- Serena Cantoni, Sali a bordo. Perché scegliere la carriera marittima Archiviato il 3 giugno 2016 in Internet Archive.. Ministero dei trasporti e della navigazione, Roma.
- (EN)  Maritime and Coastguard Agency (MCA), Training & Certification  Guidance: UK Requirements For Electro-technical Officers.